# Robert Rauschenberg
Pour les articles homonymes, voir Rauschenberg.
Robert Milton Ernest Rauschenberg, né le 22 octobre 1925 à Port Arthur, Texas, et mort le 12 mai 2008 à Captiva, Floride, est un artiste plasticien américain.
Il appartient au mouvement Neo-Dada et il est l'un des précurseurs du pop art ; ses réalisations vont de la peinture à la gravure, en passant par la photographie, la chorégraphie et la musique.

## Biographie
Robert Milton Ernest Rauschenberg est né à Port Arthur, Texas, une ville dont la principale activité économique était le raffinage du pétrole. Son grand-père est un médecin allemand qui avait épousé une Indienne cherokee. Il grandit dans une famille pauvre.
Après des études de pharmacie à l'Université du Texas à Austin, il est incorporé dans l’armée américaine au cours de la Seconde Guerre mondiale. Il intègre le Navy Hospital Corps de San Diego en Californie.
Rauschenberg s’inscrit au Kansas City Art Institute où il étudie la peinture, l’histoire de l’art, la composition, la sculpture, la musique, l’anatomie et la mode de 1947 à 1948. Plus tard, il rencontre Willem de Kooning ; cette rencontre sera décisive pour son œuvre.
En 1948, il part étudier l’art à Paris à Académie Julian, où il tombe amoureux de la jeune peintre américaine Susan Weil et l’épouse au printemps 1950, elle sera son modèle pour ses œuvres en cyanographie. Le couple a un fils prénommé Christopher, avant de se séparer. Robert Rauschenberg poursuit sa formation artistique au Black Mountain College (Caroline du Nord) où il assiste aux cours de Josef Albers, de John Cage et de Merce Cunningham. Dès cette période, Cage, Cunningham et Rauschenberg deviennent extrêmement proches.
Il étudie également à l’Art Students League of New York aux côtés de Morris Kantor et Vaclav Vytlacil. C'est à l'Art Students League of New York qu'il fait la rencontre des peintres Knox Martin et Cy Twombly. En 1951, a lieu sa première exposition à la Betty Parsons Gallery de New York où aucune de ses œuvres n'est vendue.
En 1952, il participe au premier Happening de l'histoire de l'art, initié par John Cage lors de la session d'été du Black Mountain College. Cet "event" sans titre fait advenir plusieurs activités sans lien les unes avec les autres au même moment : lecture de textes, musique, danse, projection, peinture, etc. Rauschenberg participe en proposant une projection de films au plafond, en faisant entendre une sélection musicale éclectique et en exposant ses monochromes blancs.
C'est aussi en 1952, qu'il part faire un séjour en Europe et en Afrique du Nord avec l'artiste Cy Twombly, crée des collages qui annoncent sa méthode de combinaison de thèmes disparates dont la plupart des motifs prendront définitivement place dans son registre iconographique.
En 1954 a lieu sa deuxième exposition au Charles Egan Gallery. Il fait la rencontre de Leo Castelli (marchand d'art).
Il s’installe ensuite à New York où il expose ses monochromes. Il fait la connaissance de Jasper Johns, qui travaillait dans un atelier situé dans le même immeuble sur Pearl Street. Johns et Rauschenberg deviendront amants et leurs démarches artistiques respectives seront fortement influencées par cette relation.
De 1954 à 1964, il collabore avec la Merce Cunningham Company en tant que directeur artistique, créant costumes et décors, se chargeant des éclairages et de la régie spectacle de ballets majeurs.
C’est l’effacement d’un dessin de De Kooning en 1953 (Erased) qui influence profondément Rauschenberg. Il rend visite à Alberto Burri à Rome et crée les Combine Paintings à partir d’une tentative de réécriture de l’art pour l’art (par l’ouverture totale).
En 1959, il est exposé à l'Exposition internationale du surréalisme EROS à Paris grâce à l'intérêt que Marcel Duchamp porte à son œuvre[réf. nécessaire] et participe à la première Biennale de Paris et il sera de nouveau exposé chez Daniel Cordier en 1961.
Il commence à explorer la technique du transfert avec solvant dans son travail de dessins en 1958 (34 Drawings for Dante’s ‘Inferno’) une série de photographies délavées par du solvant. Le Andrew Dickson White Museum de l'Université Cornell est le premier musée à obtenir une œuvre de l'artiste. En 1961, il est directeur officiel des lumières et régisseur.
Sa première exposition rétrospective dans un musée a lieu en 1963 au musée juif de New York. Il développe une nouvelle technique en appliquant la lithographie au traitement industriel des écrans sérigraphiques pour le transfert des écrans sérigraphiques. En 1963, il conçoit la chorégraphie et danse lui-même dans Pelica. En 1964, il voyage de nouveau en Europe, puis en Asie avec la compagnie de danse Merce Cunningham. La même année, une exposition lui est consacrée à Londres (Whitechapel Gallery) et à la Biennale de Venise où il est le premier artiste américain à remporter le Grand Prix.

en, Berlin, 1998.

Puis, en 1966, l'artiste américain fonde les Experiments in Art and Technology (avec l’ingénieur Billy Klüver). Ce groupe a pour but de faciliter un échange entre les artistes et les ingénieurs, ce qui lui permet d’assister au décollage d'Apollo 11 en 1969 (Lithographies Stoned Moon). Il développe son œuvre imprimée en collaboration avec Tatyana Grossman dans son atelier Universal Limited Art Editions (Long Island) mais aussi avec l’atelier Gemini G.E.L. de Los Angeles. Rauschenberg se joint en 1970 à un groupe d'artistes qui, en protestation face à l'action militaire des États-Unis au Viêt Nam, retirent leurs œuvres du Pavillon des États-Unis à la 35e Biennale de Venise.
En 1974, il voyage en Israël, pour la préparation d'une exposition au Musée d'Israël. Il fait la couverture du Time magazine le 29 novembre 1976. Puis il se remet à la photographie.
Le centre Pompidou de Paris lui consacre une exposition en 1981, puis le Guggenheim en 1997 enfin le Metropolitan Museum en 2005.
En 1982, il se rend deux fois au Japon pour travailler la céramique à Shigaraki. L'année suivante, il fait des dessins sur des tapis de cérémonie et des cartons en rapport avec son voyage en Thaïlande, au Sri Lanka et au Japon.
Il lance le projet ROCI (Rauschenberg Overseas Culture Interchange) pour développer une communication entre les cultures diverses. Rauschenberg finance lui-même en grande partie ce projet. Il regroupait onze pays : Mexique, Chili, Venezuela, Tibet, Japon, Cuba, Union des républiques socialistes soviétiques, Allemagne de l'est, Malaisie, États-Unis.
Il collabore pour la première fois avec la danseuse Trisha Brown et John Cage qui compose la musique de la Trisha Brown Company dans Astral Converted (50 min, 1989) en réalisant le décor.
Le 2 novembre 1993, il est lauréat au Second Prix d'Art d'Hiroshima.
Durant les années suivantes, Rauschenberg explore l'emploi du métal comme support pour la peinture, l’émail et les images sérigraphiées. Les images et objets trouvés renvoient aux voyages de l'artiste, tandis que les surfaces métalliques polies reflètent l'environnement immédiat des œuvres.
Il résidait sur l'île de Captiva en Floride où il possédait un immense atelier, tout en gardant un appartement à Greenwich Village à New York. Lorsqu’il devient célèbre, il consacre plusieurs millions de dollars à la philanthropie en faisant des dons pour la recherche médicale ou en faveur des femmes et des enfants. Il soutient aussi financièrement d’autres artistes ainsi que les politiciens du Parti démocrate américain.
Il meurt le 12 mai 2008 à Captiva, laissant son partenaire de vingt-cinq ans, l’artiste Darryl Pottorf, son ancien assistant, son fils photographe, Christopher Rauschenberg, et sa sœur Janet Begneaud.

## Contribution artistique
(novembre 2014).
- Si vous ne connaissez pas le sujet, laissez ce bandeau (vous pouvez alors contacter les auteurs).
- Si vous supprimez le contenu mis en cause (vous pouvez préalablement contacter les auteurs),

argumentez précisément cette suppression dans la page de discussion
(un manque de référence n'est pas un argument ; une recherche réelle de référence doit avoir été effectuée, être formellement documentée).
L'approche de Rauschenberg est parfois qualifiée de "Néo-Dada", label qu'il partage avec le peintre Jasper Johns. Rauschenberg disait vouloir travailler "dans l'intervalle entre l'art et la vie" ("in the gap between art and life"). Il interroge la différence entre les objets d'art et les objets de la vie quotidienne, dans la lignée de l'artiste dada Marcel Duchamp et de son œuvre, "Fontaine".
À partir de 1962, les peintures de Rauschenberg commencent à intégrer non plus seulement des objets trouvés, mais aussi des images - transférant des photographies sur des toiles au moyen de la sérigraphie. Ce procédé permet à Rauschenberg d'interroger le principe de la reproductibilité de l'œuvre et de ses conséquences. En ce sens, son travail est contemporain de celui d'Andy Warhol ; Rauschenberg et Johns étant tous deux fréquemment cités comme d'importants précurseurs du Pop Art.
En 1951 Rauschenberg crée ses "White Paintings", dans la tradition des peintures monochromes dont le but est de réduire la peinture à sa nature essentielle et ainsi, amener la possibilité d'une expérience pure. Les "White Paintings" ont été exposées à la galerie Eleanor Ward's Stable à New York en octobre 1953. Au premier regard, elles semblent se réduire à des toiles blanches, vierges." Plutôt que de penser qu'elles sont des réductions destructives, il serait plus judicieux de les considérer, comme John Cage, comme des écrans hypersensibles - que Cage définissait comme "des aéroports de lumières, d'ombres et de particules". Devant ces œuvres, chaque modulation de la lumière, de l'atmosphère s'inscrivait sur leur surface. Rauschenberg lui-même disait qu'elles étaient affectées par les conditions ambiantes, "de telle manière que vous pouviez dire combien de personnes étaient dans la pièce".
Les "Black Paintings" datent de 1951. Comme les "White Paintings", elles ont été exécutées en de nombreux exemplaires et d'une seule couleur. Mais ici, Rauschenberg incorpore des morceaux de papier journal de telle manière que celui-ci est visible à certains endroits alors qu'à d'autres, il est totalement recouvert de peinture. Entre 1953-1954 Rauschenberg travaille une nouvelle série de monochromes, les "Red Painting". Cette série est composée de différentes peintures rouges et associe sur la toile des matériaux tels que bois, clous, papier journal etc. créant ainsi une surface de peinture complexe qui laisse voir les signes avant-coureurs de la célèbre série "Combine" (Association).

## Rauschenberg et la danse
La danse est omniprésente dans la carrière de Rauschenberg.
Ainsi, parallèlement à sa carrière d'artiste plasticien, son intérêt pour la danse novatrice de son ami Cunningham ne cesse de grandir. Il collabore avec la Merce Cunningham Company dès 1954, en créant le décor pour le ballet Minutiae. Le principe de leur collaboration est l'autonomie de chaque art: comme Cage compose la musique sans avoir vu la danse de Cunningham, et réciproquement, Rauschenberg compose le décor à partir d'une instruction succincte donnée par Cunningham. Cela laisse donc à Rauschenberg une immense liberté créatrice. Durant dix ans, jusqu'en 1964, il collabore avec la compagnie en tant que directeur artistique, créant costumes et décors, se chargeant des éclairages et de la régie spectacle. Il accompagne la compagnie dans ses tournées sur le sol américain et dans le monde en 1964. Il a notamment collaboré à des ballets majeurs de Cunningham, tels que Summerspace (1958), Antic Meet (1958) ou encore Winterbranch (1964). Rauschenberg dira d'ailleurs que collaborer avec Cunningham lui a offert "la liberté de tout tenter".
Rauschenberg a aussi travaillé pour Paul Taylor, ancien danseur de Merce Cunningham ayant monté sa propre compagnie. Il a dessiné les costumes de plusieurs ballets dont Three Epitaphs (1956).
Mais l'artiste a aussi participé à un mouvement chorégraphique d'avant-garde extrêmement radical et subversif, aux côtés de danseurs et d'artistes plus jeunes que lui: le Judson Dance Theater. Dans le cadre de ce collectif, il a apporté son aide pour créer les éclairages des spectacles et il a souvent pris en charge la régie. Puis, il se lance lui-même dans la chorégraphie avec la pièce Pelican en 1963, dans le cadre d'un spectacle du Judson Dance Theater à Washington, organisé sur une piste de patins à roulettes. Deux danseurs (dont Rauschenberg lui-même), réalisent une chorégraphie sur patins à roulettes avec une ballerine, dansée par Carolyn Brown, la danseuse fétiche de Cunningham.
Plus tard, il a travaillé avec Trisha Brown, une ancienne membre du Judson Dance Theater, réalisant notamment les costumes et les décors de Glacial Decoy (1979) et de Set and Reset (1983).
Rauschenberg a collaboré à nouveau avec Cunningham pour les ballets Interscape (2000), XOVER (2007).

## Citations
- « Les objets que j'utilise sont la plupart du temps emprisonnés dans leur banalité ordinaire. Aucune recherche de rareté. À New York, il est impossible de marcher dans les rues sans voir un pneu, une boîte, un carton. Je ne fais que les prendre et les rendre à leur monde propre… »[14]
- « Dans ma vie, j'ai toujours ressenti de la joie en travaillant. Je ne sais pas si j'ai tort ou raison, mais je pense que presque tous les artistes éprouvent une part de cette joie. Moi, j'en ai même trop… »[14]
- « Quand j'utilise des images, je m'efforce de montrer que le moment est passé. La photo arrive inévitablement trop tard : j'utilise ainsi beaucoup d'images imprimées, déjà reproduites, qui accusent ce caractère. »[14]
- « Le pop art veut que l'objet reste objet en soi, dans son lieu propre, avec sa marque propre et son usage propre. Alors que, dans mes premiers travaux, j'étais déjà plus attaché à le transformer. »[14]
- « C'est la danse qui rend claire la conscience du moment présent, partagé à la fois par le danseur et le spectateur. Le corps est l'événement et cet événement n'existe qu'une fois (…). Il est frustrant que l'art du peintre ou du sculpteur ne puisse jamais approcher ce présent toujours changeant, ne dise jamais rien de cette vie du corps indépendant de l'art… »[14]
- « Josef Albers fut le plus grand professeur que j'aie jamais eu (…). Ce qu'il enseignait portait sur l'ensemble du monde visuel. Il ne nous apprenait pas à "faire" de l'art. Il s'intéressait à votre manière de regarder. »[15]

## Œuvres
- 1953 :
  - Erased de Kooning Drawing. Rauschenberg efface un dessin du peintre Willem de Kooning.
  - Red Painting, au musée Solomon R. Guggenheim, à New York.
  - Yoicks, au Whitney Museum of American Art, à New York.
- 1955 : Bed, au Museum of Modern Art (MoMA), à New York[16].
- 1955-1958 : Odalisque, au Musée Ludwig, à Cologne.
- 1955-1959 : Monogramme, au Moderna Museet à Stockholm
- 1958 : Coca Cola Plan, au Museum of Contemporary Art, à Los Angeles (Californie).
- 1959 : Canyon, collection privée.
- 1959-1960 : Allegory / Allégorie, au Musée Ludwig, à Cologne.
- 1960 : Diplomat, au Museum Moderner Kunst Stiftung Ludwig, à Vienne.
- 1961 :
  - Wall Street au Musée Ludwig, à Cologne.
  - Black Market / Marché noir, au Musée Ludwig, à Cologne.
- 1962 : Dylaby, collection privée.
- 1962-1963 : Barge, au musée Guggenheim de Bilbao
- 1962-65 : Oracle, au musée national d'art moderne, à Paris
- 1963 :
  - Retroactive
  - Tideline, au Louisiana Museum of Modern Art, à Humlebæk.
  - Untitled, au musée Solomon R. Guggenheim, à New York.
  - Kite, collection privée.
- 1964 :
  - Hedge, à la Neue Galerie : Sammlung Ludwig, à Aix-la-Chapelle.
  - Axle / Axe, au Musée Ludwig, à Cologne.
  - Quote, dans la Kunstsammlung Nordrhein-Westfalen, à Düsseldorf.
  - Retroactive
- 1965: New York Bird calls for oyving fahlstrom
- 1970 : Signs
- 1982 : Pneumonia Lisa
- 1991 : Bible Bike (Borealis), au Musée Ludwig, à Cologne.
- 1998 : Riding Bikes, dans une rue de Berlin en Allemagne.